# Грабарівка (станція)
Гра́барівка — проміжна залізнична станція 5-го класу Полтавської дирекції Південної залізниці на неелектрифікованій лінії Прилуки — Гребінка між станціями Линовиця (13 км) та Пирятин (17 км). Розташована в селі Давидівка Лубенського району Полтавської області.

## Історія
Станція відкрита у 1893 році, одночасно з відкриттям руху поїздів залізничною лінією Прилуки — Гребінка.
У 2010 році станція відкрита для виконання комерційних операцій зі зміною коду ЄМР (колишній — 428438).

## Пасажирське сполучення
На станції Грабарівка зупиняються приміські поїзди, що прямують до кінцевих станцій Бахмач-Пасажирський, Гребінка, Ніжин Прилуки.